# Takako Irie
Takako Irie (入江たか子 Irie Takako?), pe numele real Hideko Higashibōjō, (n. 7 februarie 1911, Tokyo⁠(d), Tōkyō, Japonia – d. 12 ianuarie 1995, Tokyo⁠(d), Tōkyō, Japonia) a fost o actriță de film japoneză.

## Biografie
S-a născut la Tokyo în familia aristocratică Higashibōjō (numele ei real a fost Hideko Higashibōjō (東坊城 英子 Higashibōjō Hideko?)), a absolvit cursurile de teatru de la Academia Bunka Gakuin și a debutat ca actriță în 1927 în filmele mute produse de compania Nikkatsu. Cariera ei a început să crească la sfârșitul anilor 1920, după ce Kenji Mizoguchi i-a oferit rolul principal în filmul Tokai kokyogaku (1929). A devenit una dintre vedetele cinematografiei mute japoneze, jucând în special în filmele regizate de Tomu Uchida și Kenji Mizoguchi. Datorită trăsăturilor sale delicate și rafinate, ea a întruchipat roluri de femei tradiționale sau de femei fatale.
Takako Irie a apărut în mai multe reclame pentru diferite bunuri comerciale. Ea a fost subiectul unei picturi de tip paravan pliabil realizate de artistul școlii Nihonga Nakamura Daizaburō, care a fost expusă la Expoziția Imperială Teiten din 1930 și care se află acum în colecția Muzeului de Artă din Honolulu; au fost realizate, de asemenea, păpuși cu chipul ei.
În 1932 Takako Irie a părăsit Nikkatsu și a devenit prima femeie japoneză care a fondat propria companie de producție, Irie Production. Ea a produs patru filme regizate de Kenji Mizoguchi. Primul este filmul de propagandă Manmō kenkoku no reimei („Zorii întemeierii unui stat: Manchuria-Mongolia”) din 1932. Au urmat apoi Taki no shiraito („Magicianul apei”, 1933), în care Irie a interpretat rolul principal, Gion Matsuri („Festivalul Gion”, 1933, film pierdut) și în cele din urmă Jinpu-ren („Vânturile sacre”, 1934). Kenji Mizoguchi s-a certat însă cu actrița și producătoarea sa și s-a întors la compania Nikkatsu pentru următorul său film. Takeko Irie a fost apoi o vedetă a companiei Toho.
Cu toate acestea, odată cu lansarea filmului sonor, cariera ei a devenit tot mai dificilă: a jucat rolul principal în câteva filme regizate de Mikio Naruse, în filmele Otto no teiso (1937) și Tōjurō no koi (1938) ale lui Kajirō Yamamoto, mentorul lui Akira Kurosawa, precum și rolul mamei în filmul Ichiban utsukushiku („Cea mai frumoasă”, 1944) al lui Kurosawa. Cu excepția acestora, Takako Irie a jucat doar roluri secundare. După război, actrița s-a despărțit de compania Toho, iar cariera ei a intrat rapid în declin. A avut probleme de sănătate și a trecut printr-o serie de umilințe personale și profesionale, ajungând să accepte să apară în filme horror de categoria B pentru a-și întreține familia. Takako Irie a devenit cunoscută în perioada postbelică drept „interpreta pisicii monstruoase” (bakeneko joyū) pentru că a apărut într-o serie de filme cu monștri. Lovitura fatală a carierei sale i-a dat-o probabil Kenji Mizoguchi atunci când a exclus-o din distribuția filmului Împărăteasa Yang Kwei-Fei în 1955.
Akira Kurosawa i-a încredințat rolul soției guvernatorului Mutsuta (femeia înțeleaptă care-l avertizează pe Sanjuro (Toshirō Mifune) că „cea mai bună sabie este cea care rămâne în teacă”) în filmul Sanjuro (1962), la optsprezece ani după ce Irie a jucat pentru prima oară într-un film al celebrului cineast japonez. Takako Irie a renunțat apoi la cariera de actriță și a administrat un club din cartierul comercial Ginza al orașului Tokio. A continuat totuși să joace ocazional în filme cel puțin până la sfârșitul anilor 1970, apărând, spre exemplu, în Byoinzaka no kubikukuri no ie („Casa spânzuraților”, 1979).
Soțul ei, Michiyoshi Tamura, a fost un producător de film. Fiica lor, Wakaba Irie, născută în 1943, este, de asemenea, actriță.  Fratele lui Takako Irie, Yasunaga Higashibōjō, a fost scenarist și regizor de film. În cursul carierei sale, Takako Irie a apărut în aproximativ 170 de filme între 1928 și 1984.

## Filmografie selectivă
- 1929: La Poupée vivante (生ける人形 Ikeru ningyo?), regizat de Tomu Uchida

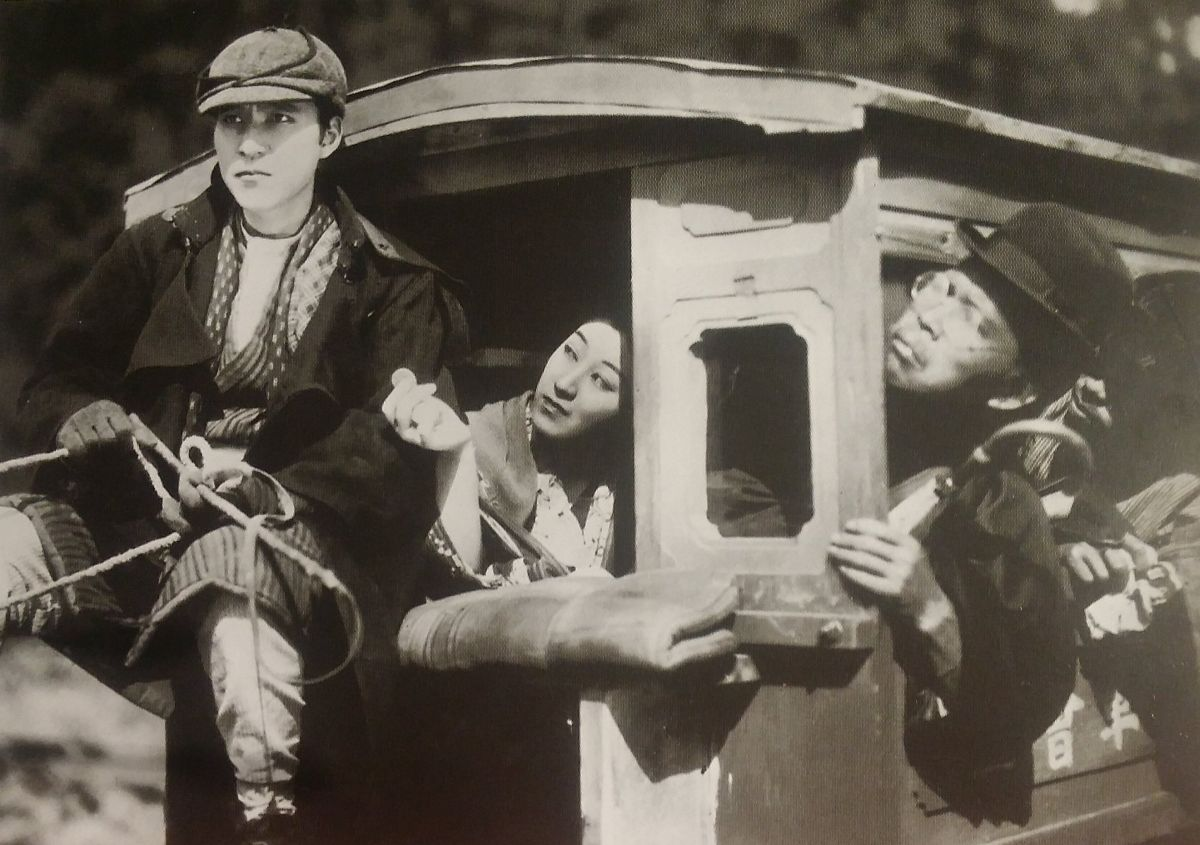
Tokihiko Okada și Takako Irie în Magicianul apei (1933)

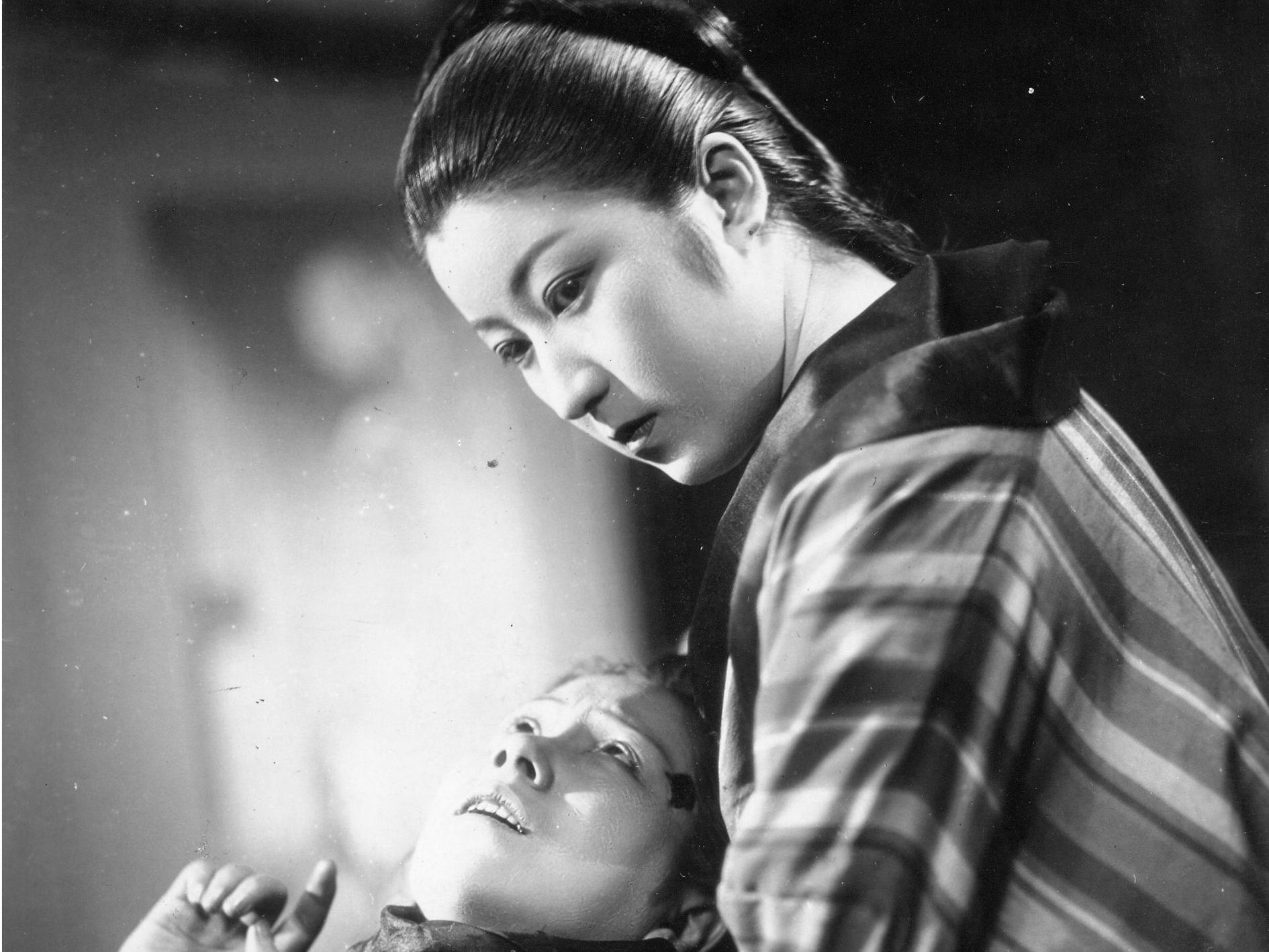
Takako Irie și Kumeko Urabe în Magicianul apei (1933)

- 1929: Le journal Asahi brille (朝日は輝く Asahi wa kagayaku?), regizat de Kenji Mizoguchi
- 1929: La Marche de Tokyo (東京行進曲 Tōkyō kōshin-kyoku?), regizat de Kenji Mizoguchi - Sayuriko Fujimoto
- 1929: La Symphonie de la grande ville (都会交響曲 Tokai kokyōkyoku?), regizat de Kenji Mizoguchi
- 1930: Le Pays natal (藤原義江のふるさと Fujiwara Yoshie no furusato?), regizat de Kenji Mizoguchi
- 1931: Miss Japon (日本嬢 Misu Nippon?), regizat de Tomu Uchida
- 1932: L'Aube de la fondation d'un état : La Mandchourie-Mongolie (満蒙建国の黎明 Manmō kenkoku no reimei?), regizat de Kenji Mizoguchi
- 1932: Hakuren (白蓮?), regizat de Keigo Kimura
- 1933: La Lumière - Avec le péché (光・罪と共に Hikari tsumi to tomoni?) de Yutaka Abe
- 1933: Les Vagues de Suma (須磨の仇浪 Suma no adanami?), regizat de Yutaka Abe - Ayako Oda
- 1933: Le Fil blanc de la cascade (瀧の白糸 Taki no shiraito?), regizat de Kenji Mizoguchi - Taki no Shiraito / Tomo Mizushima
- 1933: Le Nouveau Ciel (新しき天 Atarashiki ten?), regizat de Yutaka Abe - Minako Shiga
- 1934: Vents sacrés ou Le Groupe Jinpu (神風連 Jinpu-ren?), regizat de Kenji Mizoguchi
- 1934: Le Messager de la lune (月よりの使者 Tsukiyori no shisha?), regizat de Tomotaka Tasaka
- 1934: Karisome no kuchibeni (雁来紅?), regizat de Shigeyoshi Suzuki - Akiko
- 1935: Une femme de Meiji (明治一代女 Meiji ichidai onna?), regizat de Tomotaka Tasaka
- 1936: Une beauté en robe blanche (白衣の佳人 Byakue no kajin?), regizat de Yutaka Abe - Yasuko
- 1937: Les Larmes d'une femme (女人哀愁 Nyonin aishu?), regizat de Mikio Naruse
- 1937: Les Vicissitudes de la vie I (禍福 前篇 Kafuku zenpen?), regizat de Mikio Naruse
- 1937: Les Vicissitudes de la vie II (禍福 後篇 Kafuku kōhen?), regizat de Mikio Naruse
- 1939: Le Cœur sincère (まごころ Magokoro?), regizat de Mikio Naruse
- 1942: La Terre verte (緑の大地 Midori no daichi?), regizat de Yasujirō Shimazu
- 1942: Ma mère ne mourra jamais (母は死なず Haha wa shinazu?), regizat de Mikio Naruse
- 1944: Le Plus Beau (一番美しく Ichiban utsukushiku?), regizat Akira Kurosawa - Noriko Mizushima
- 1953: Lettre d'amour (恋文 Koibumi?), regizat de Kinuyo Tanaka
- 1954: Akō gishi (赤穂義士?), regizat de Ryōhei Arai
- 1962: Sanjuro (椿三十郎 Tsubaki Sanjūrō?), regizat de Akira Kurosawa - soția guvernatorului Mutsuta[13]
- 1975: Kenji Mizoguchi ou la vie d'un artiste (ある映画監督の生涯 溝口健二の記録 Aru eiga-kantoku no shōgai Mizoguchi Kenji no kiroku?), regizat de Kaneto Shindō (documentar) - propriul rol
- 1983: Toki o kakeru shōjo (時をかける少女?), regizat de Nobuhiko Ōbayashi - Tatsu Fukamachi

## Legături externe
- Takako Irie la Find a Grave
- Takako Irie la Internet Movie Database
- Irie Takako pe Japanese Movie Database